# Sesbania brachycarpa
Sesbania brachycarpa là một loài thực vật có hoa trong họ Đậu. Loài này được F.Muell. miêu tả khoa học đầu tiên.